# 白水镇 (曲靖市)
白水镇，是中华人民共和国云南省曲靖市沾益区下辖的一个镇。

## 行政区划
白水镇下辖以下地区：
白水社区、尖山社区、小塘社区、勺达村、中心村、座棚村、大德村、王官村、马场村、岗路村、下坡村和潘家洞村。